# سونوگرافی بی-اسکن
سونوگرافی بی-اسکن یا بی-اسکن (به انگلیسی: B-scan ultrasonography)، یک معیار تشخیصی مورد استفاده در بینایی‌سنجی و چشم‌پزشکی برای ارائهٔ نمای مقطعی دو بعدی از چشم و کاسه آن است.
بی-اسکن برای تشخیص خونریزی ویتره یا جداشدگی و پارگی پرده شبکیه چشم و نیز روشی برای تشخیص آب مروارید چشم است.
در این تکنیک از امواج مافوق صوت استفاده شده و پروب دستگاه سونوگرافی می‌تواند پس از استفاده از قطره بی‌حسی مستقیماً بر روی چشم یا بر روی پلک قرارداده شود. B-scan آناتومی و شکل داخلی چشم را با دقت مشخص می‌کند بنابراین درمواردی که مانعی برای ارزیابی شبکیه وجود دارد مانند زمانی که آب مروارید شدید یا خونریزی زجاجیه وجود دارد اطلاعات دقیقی از شبکیه می‌توان به دست آورد. همچین از آن می‌توان برای بررسی تومورهای داخلی چشم استفاده کرد. برای انجام عمل فوق از تجهیزاتی مانند Vumax استفاده می‌شود.